# Oaxen krog

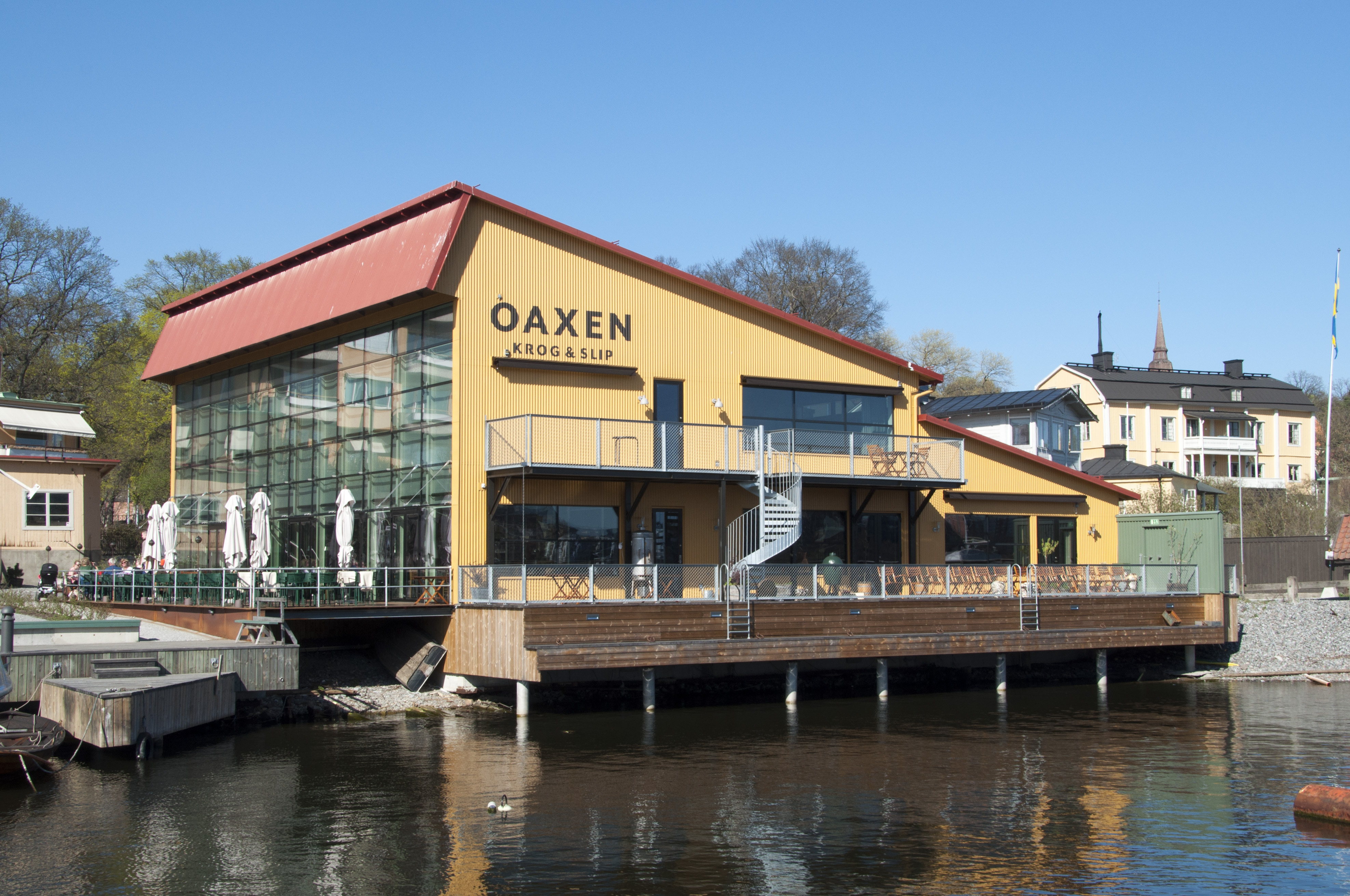
Oaxen krog och slip på Djurgården

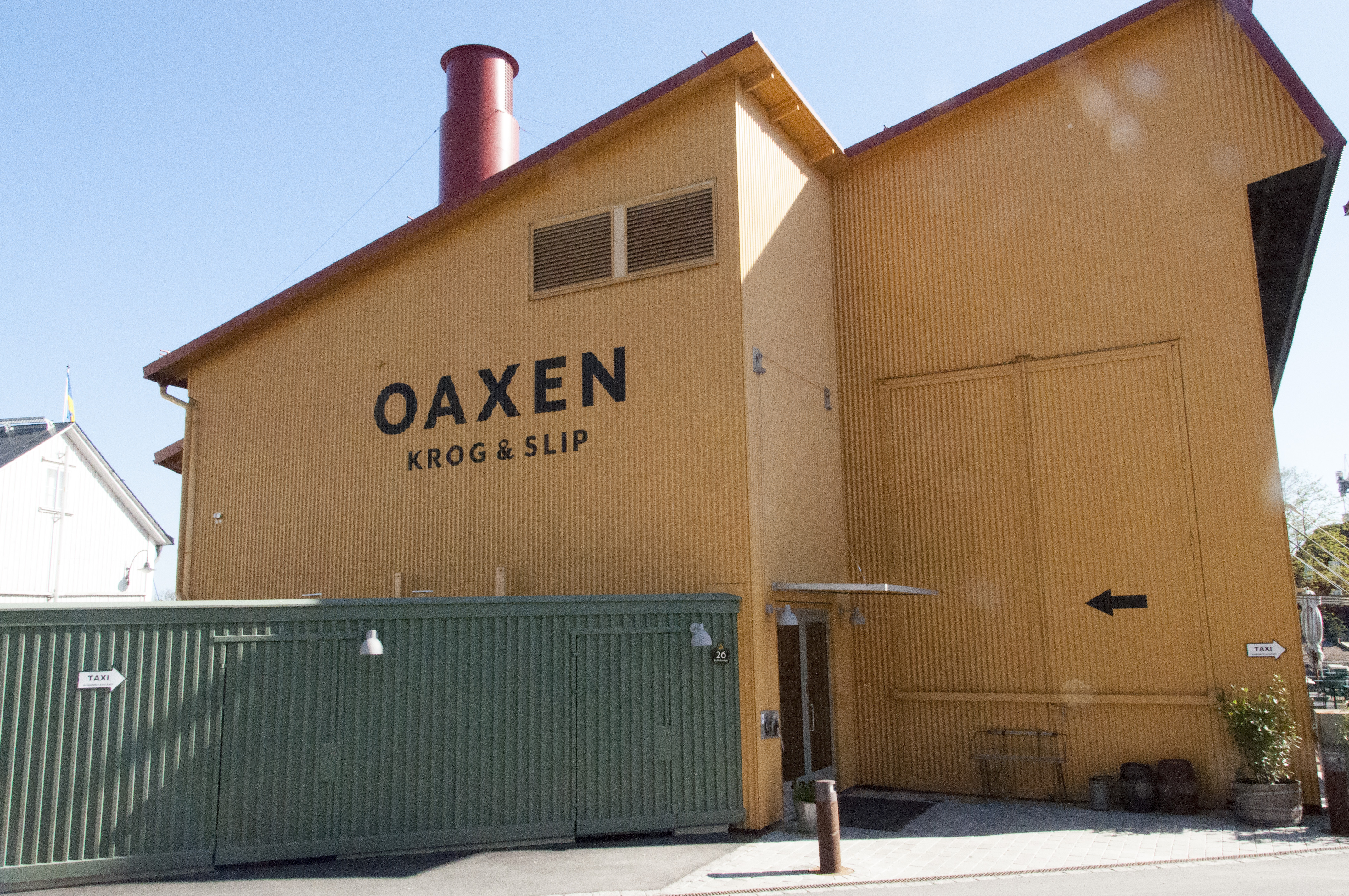
Former från det gamla slipskjulet.

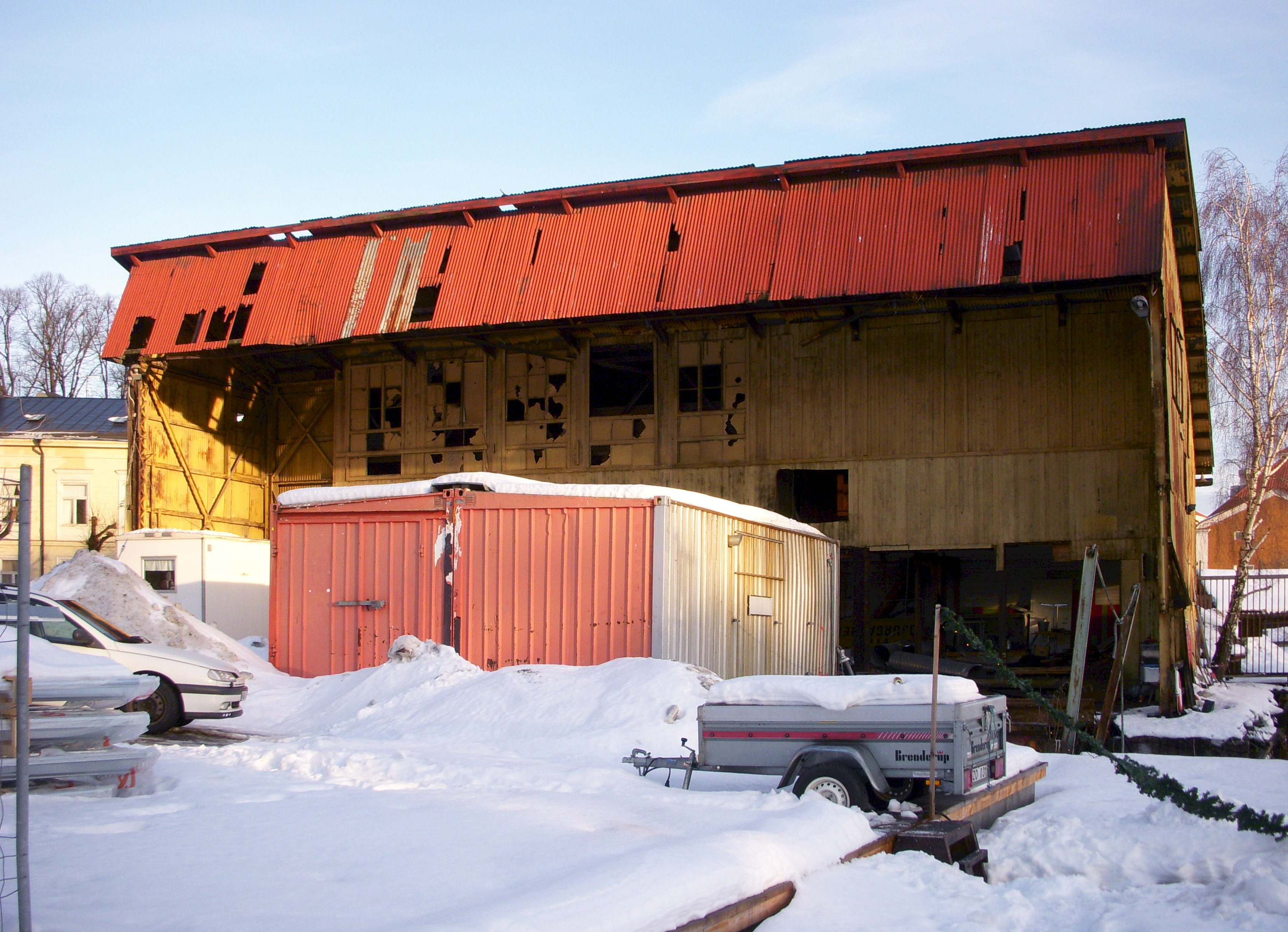
Huset före totalrenoveringen, 2011.

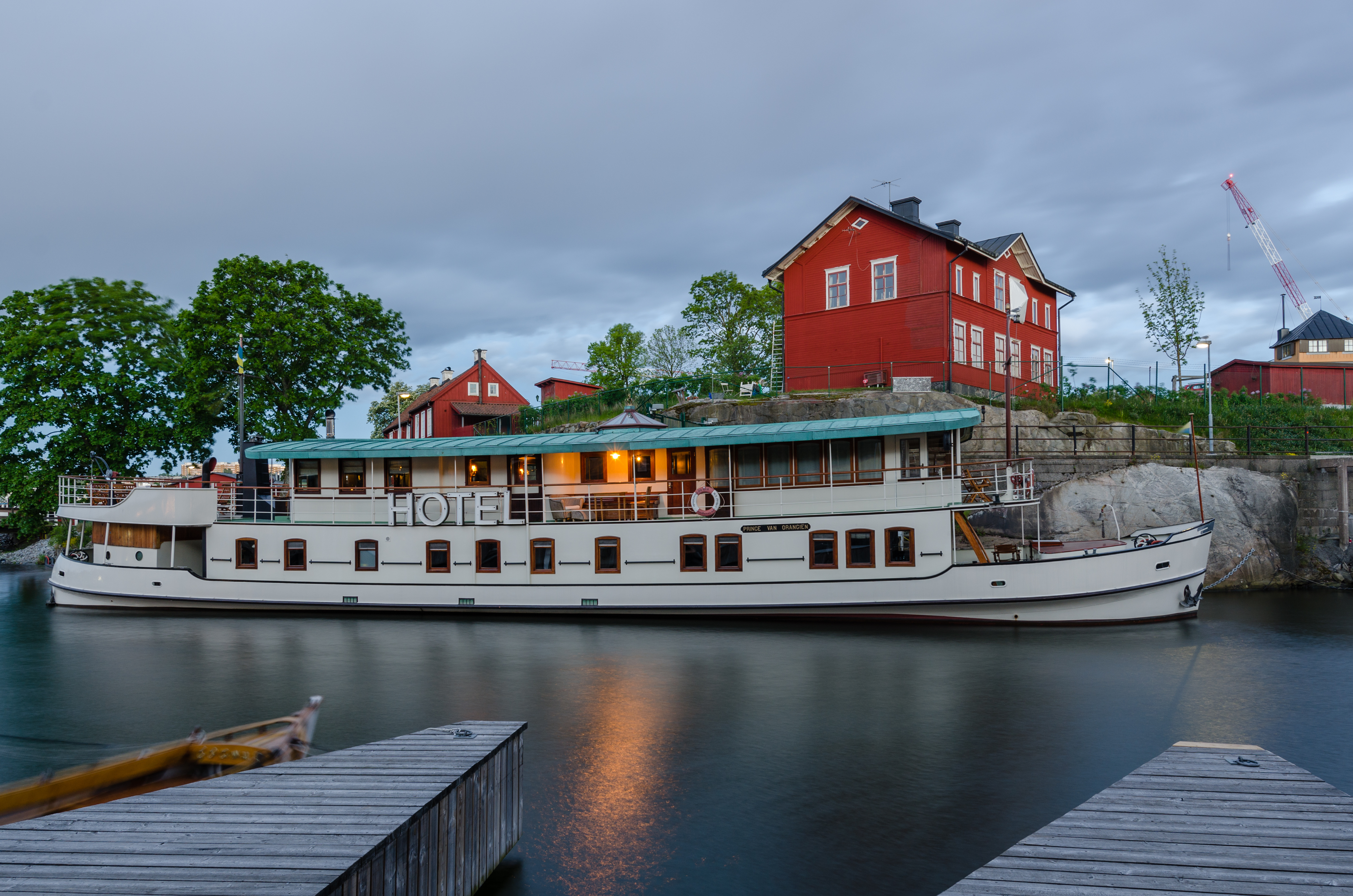
Hotellskeppet Prince van Orangië med Beckholmen i bakgrunden.

Oaxen Krog var en lyxrestaurang i gamla Djurgårdsvarvet vid Beckholmsvägen 26 på Djurgården i Stockholm. Restaurangen startades 1994 på ön Oaxen i Stockholms södra skärgård av krögarna Magnus Ek och Agneta Green. År 2013 flyttades restaurangen till Djurgården. Samtidigt öppnade systerrestaurangen Slip i samma byggnad. År 2015 fick Oaxen Krog två stjärnor i Guide Michelin. 
Hösten 2022 tillkännagavs att Oaxen skulle stänga den 21 december 2022.

## Historik

### På Oaxen
Restaurangen grundades 1994 av Magnus Ek och Agneta Green på ön Oaxen i Stockholms södra skärgård, i Södertälje kommun. Till etablissemanget hörde även båten Prince Van Orangiën där restauranggäster som ville övernatta kunde bo i hytter. Tidigare tjänade båten M/S Stjernorp samma syfte. Köket som var inriktat på svensk närproducerad mat listades under flera år på den prestigefulla listan The Worlds 50 Best Restaurants och Oaxen utsågs flera gånger till Sveriges bästa restaurang av den svenska krogguiden White Guide. Hösten 2011 stängde krögarparet restaurangen på Oaxen för att öppna en ny krog i ett mer centralt läge.

### I gamla Djurgårdsvarvet
I maj 2013 öppnade Magnus Ek och Agneta Green Oaxen Krog & Slip vid Beckholmsbron på Södra Djurgården i Stockholm. Den består av två delar: Slip, som är en bistro, och Krog som erbjuder avsmakningsmenyer. Köket är nordiskt, närodlat och säsongbetonat.  Restaurangbyggnaden nyuppfördes 2013 inom ramen för den allmänna upprustningen av gamla Djurgårdsvarvet som pågick sedan år 2010.  Restaurangen ritades av arkitekterna Mats Fahlander och Agneta Pettersson. Uppdragsgivare var Kungliga Djurgårdsförvaltningen och Oaxen Krog. Huset anknyter i sin form till ett tidigare slipskjul som stått på samma plats. Byggnaden har nominerats till Årets Stockholmsbyggnad 2014.
Oaxen Krog fick i januari 2014 Gulddraken som bästa krog i Stockholm i klassen Lyx. Samma år belönades Oaxen Krog med en stjärna i 2014 års upplaga av Guide Michelin, samtidigt som Slipen fick en BiB Gourmand. 2015 tilldelades Oaxen Krog två stjärnor av Guide Michelin.